# Eparchia woznesenska
Eparchia woznesenska – jedna z eparchii Ukraińskiego Kościoła Prawosławnego Patriarchatu Moskiewskiego.

Eparchia woznesienska na tle podziału administracyjnego UKP PM

Erygowana 25 sierpnia 2012 postanowieniem Świętego Synodu Ukraińskiego Kościoła Prawosławnego Patriarchatu Moskiewskiego, poprzez wydzielenie z eparchii mikołajowskiej. Obejmuje część obwodu mikołajowskiego – rejony: arbuzyński, bratski, domaniwski, jełanecki, krywoozerski, perwomajski, wesełynowski, wozniesieński i wradijiwski oraz miasto Piwdennoukrajinśk.

## Biskup
Pierwszym ordynariuszem eparchii został biskup wozneseński i perwomajski Aleksy (Szpakow) (od 2019 r. arcybiskup).

## Dekanaty
W skład eparchii wchodzi 10 dekanatów:
- bratski;
- domaniwski;
- jełanecki;
- jużnoukrajiński;
- krywoozerski;
- perwomajski miejski;
- perwomajski rejonowy;
- wesełynowski;
- woznesenski;
- wradijiwski.

## Media
Eparchia wydaje gazetę Istocznik wiery.